# Maimuțoii credeau că totu-i o distracție
"Maimuțoii credeau că totu-i o distracție" este o povestire de Orson Scott Card. A apărut în colecțiile sale de povestiri scurte Unaccompanied Sonata and Other Stories și  Maps in a Mirror.
A apărut în limba română în revista Anticipația CPSF nr. 474 din 15 septembrie 1990, în traducerea lui Călin Popovici.

## Rezumat
O povestire despre cum paradisul poate avea capcanele sale ascunse. 